# Okondja
Okondja är en ort i Gabon. Den ligger i provinsen Haut-Ogooué, i den östra delen av landet, 500 km öster om huvudstaden Libreville. Okondja ligger 347 meter över havet och antalet invånare är 10 785.